# 國立南投高級商業職業學校
國立南投高級商業職業學校（英語：National Nantou Commercial High School），簡稱南投高商、投商或NNCS，位於中華民國臺灣省南投縣南投市，創立於1955年。創立時為三年制初級商職，1970年8月改制為「臺灣省立南投高級商業職業學校」，2000年2月改隸為「國立南投高級商業職業學校」。
目前設有日間部、進修部，目前日間部設有應用英語科、資料處理科、國際貿易科、商業經營科、會計事務科、觀光事業科、電子商務科、綜合職能科等八科；進修部設有商業經營科及資料處理科。綜合高中2015年停辦改制為商業經營科、資料處理科、國際貿易科及應用外語科各一班。

## 校史
- 校地原為南投興聖堂原址。

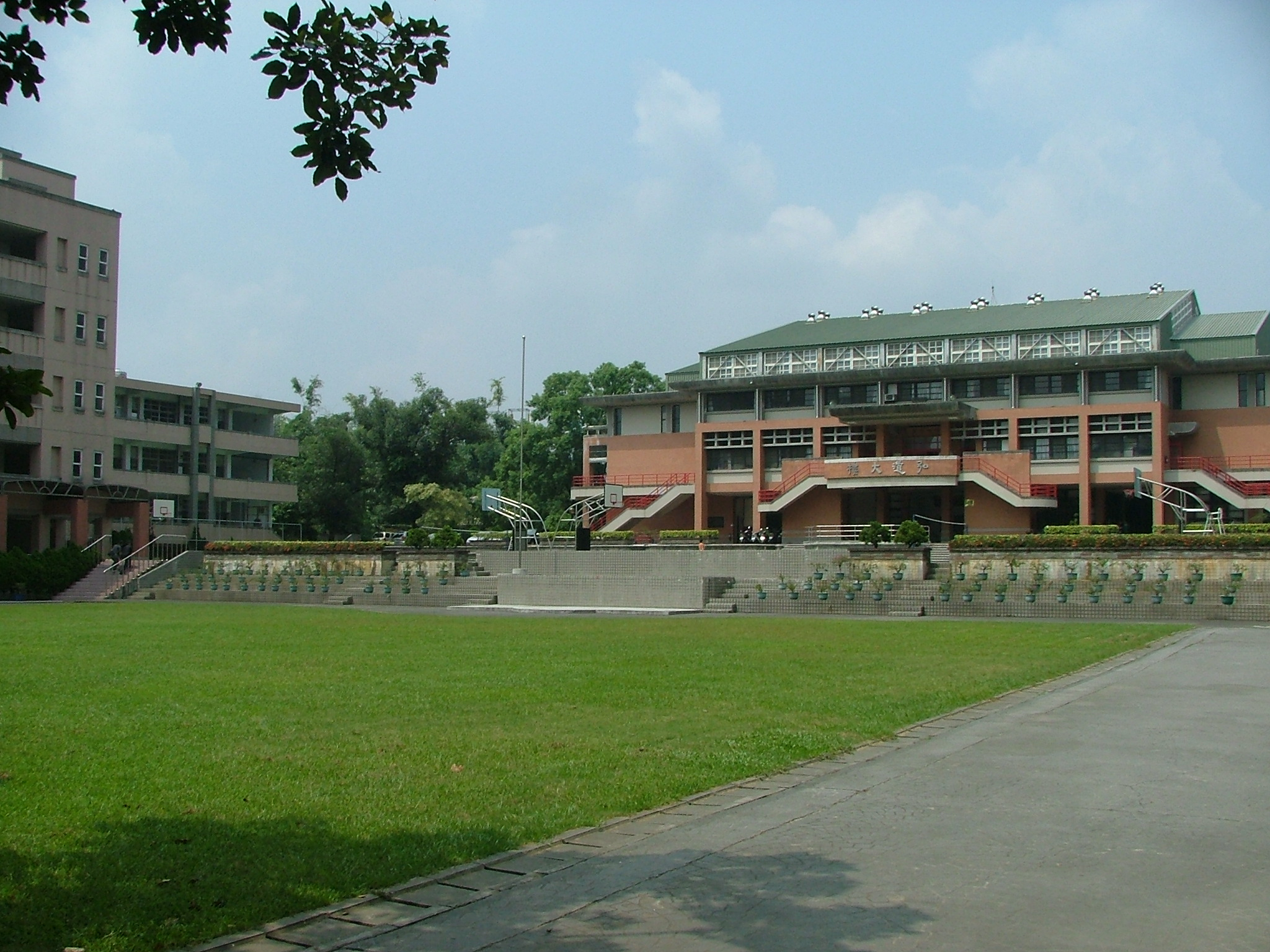
校景

- 1955年，創立，當時為南投縣立三年制初級商職，由縣教育科長魏效同先生兼任校長。
- 1956年，由吳華封先生接任校長。
- 1970年，8月改制為臺灣省立南投高級商業職業學校
- 1973年，實施分科教育，設會計統計科、綜合商業科、文書事務科三科。
- 1978年2月，詹耀東先生接任校長。
- 1983年8月，增設延教班（實用技能班）。
- 1986年2月，張行慈先生接任校長。
- 1988年8月，增設資料處理科。
- 1989年8月，增設國際貿易科。
- 1999年8月，增設應用外語科。
- 1999年8月，李述藺先生接任校長。
- 2000年2月，改制為國立南投高級商業職業學校，附設補校改名為附設進修學校。
- 2007年8月，施溪泉先生接任校長。
- 2013年6月，榮獲教育部校務評鑑全國最優第一等。
- 2015年8月，何景標先生接任校長。
- 2023年2月，程香儒女士接任代理校長。
- 2023年8月，劉玲慧女士接任校長。

## 校歌
詞/吳華封
曲/陳鑫曲
投商 投商 壯哉投商
桃李芬芳滿天下 術德兼修為國光
文武合一手腦並 用強民裕財富國興商
中華兒女使命如何強 商戰健兒責任多少重
壯志凌雲玉山外 日月名潭四海揚
投商 投商 壯哉投商

## 歷任校長
- 魏效同：1944年—1945年
- 吳華封：1945年4月—1978年1月
- 詹耀東：1978年2月—1986年1月
- 張行慈：1986年2月—1993年1月
- 白博文：1993年2月—1999年7月
- 李述藺：1999年8月—2007年7月
- 施溪泉：2007年8月—2015年7月
- 何景標：2015年8月—2023年1月
- 程香儒：2023年2月—2023年7月
- 劉玲慧：2023年8月—迄今

## 現有科別
- 日間部
  - 商業經營科
  - 會計事務科
  - 資料處理科
  - 應用外語科
  - 國際貿易科
  - 觀光事業科
  - 電子商務科
  - 綜合職能科
- 進修部
  - 商業經營科
  - 資料處理科

## 相關連結
- 中華民國國立中等學校列表

## 外部連結
- 南投高級商業職業學校網站（页面存档备份，存于）